# Абе Нобуюкі
Нобуюкі Абе (яп. 阿部 信行; 24 листопад 1875, Канадзава, Японська імперія — 7 вересня 1953, Токіо, Японія) — японський військовий, державний та політичний діяч, генерал Імперської армії Японії. Обіймав посади міністра закордонних справ і прем'єр-міністра Японії, а також останнього генерал-губернатора Кореї. Після завершення Другої світової війни був заарештований американськими військами, проте так і не був притягнутий до відповідальності за жоден воєнний злочин. 

## Ранні роки та початок кар'єри
Нобуюкі Абе народився 24 листопада 1875 року в місті Канадзава, що в префектурі Ісікава, в родині колишнього самурая Нобуціму Абе. Тут же пішов до початкової школи. Закінчивши її, перебрався до столиці та вступив до середньої школи №1, однак уже за декілька місяців перевівся до середньої школи №4. 1894 року він, ще перебуваючи в статусі студента, відправився добровольцем на війну з Китаєм. Саме тоді й вирішив пов'язати своє подальше життя з армією.
По завершенню конфлікту Абе вступив до Військової академії армії Японії, з якої випустився у листопаді 1897 року. Вже 27 червня 1898 року він отримав звання молодшого лейтенанта, а у листопаді 1900 року, ставши лейтенантом, почав відвідувати артилерійську школу, яку закінчив у грудні 1901 року. У листопаді 1902 року був підвищений до капітана.

## Подальша кар'єра
1903 року Абе вступив до Вищої військової академії армії Японії, яку закінчив у листопаді 1907 року. У грудні наступного року став майором, а вже у вересні 1909 року повернувся до академії, проте вже у статусі інструктора. У листопаді 1910 року відправився до Німеччини, де обійняв посаду військового аташе при місцевому посольстві Японії, однак у лютому 1913 року перевівся до Відня.
У лютому 1915 року Нобуюкі став підполковником, а незадовго до завершення Першої світової війни отримав звання полковника. 

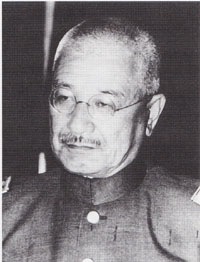
Генерал Нобуюкі Абе

Повернувшись додому, він очолив 3-й полк польової артилерії, яким командував до 1921 року. У серпні 1918 року разом зі своєю частиною відправився до Сибіру, ставши частиною японської інтервенції до Росії, хоча напряму участі у боях і не брав. 3 червня 1921 року він очолив секретаріат Вищої військової академії армії, 15 серпня 1922 року став генерал-майором. 6 серпня 1923 року обійняв посаду начальника відділу загальних справ при Генеральному штабі Імперської армії Японії. 
28 липня 1927 року став начальником відділу з питань військової підготовки при Міністерстві армії, а 5 березня 1927 року був підвищений до генерал-лейтенанта. 10 серпня 1928 року призначений першим заступником міністра армії Японії. У грудні 1930 року повернувся до польової служби, прийнявши командування 4-ю піхотною дивізією.
У січня 1932 року став командиром військ на Тайвані. Перебуваючи на цій посаді, 19 червня 1933 року отримав звання генерала. З 10 березня 1936 року працював у Вищій військовій раді. 

## Прем'єр-міністр
Після відставки Кійтіро Хірануми Абе став новим очільником уряду, хоча він і не був фаворитом на цю посаду. Серед цивільних політиків найбільшу підтримку мали Фумімаро Коное та Хірота Кокі. Представники армії ж підтримувала генерала Кадзусіге та навіть почали готувати план щодо державного перевороту. Проте Кадзусіге захворів та був госпіталізований. У зв'язку з цим військові вирішили підтримати кандидатуру міністра закордонних справ Нобуюкі Абе. Його головною перевагою було те, що він не належав ні до руху Кодоха, ні до руху Тосейха, завдяки чому не мав прямих конфліктів із представниками жодного з них. І, попри непопулярність серед ветеранів Імперської армії Японії, Абе сформував новий уряд. 

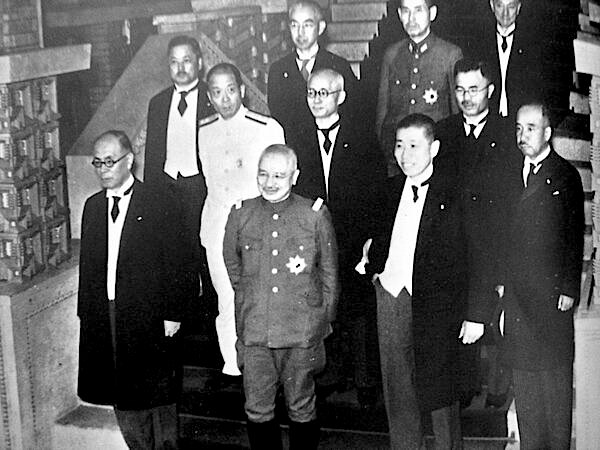
Нобуюкі Абе зі своїм кабінетом, 1939 рік

При владі Абе перебував лише чотири місяці. Проте протягом цього часу всі свої сили він докладав до марних спроб завершити війну з Китаєм, ідея перемоги у якій уже встигла стати загальнонаціональною. Крім того, Набоюкі хотів не допустити союзу Японії з Третім Рейхом та Італією, який підтримувала більшість тогочасних генералів, через що й ці спроби також були марними. Урешті-решт, через такі непопулярні кроки Абе втратив кворум довіри імператора та був відправлений у відставку 16 січня 1940 року. Його змінив Міцумаса Йонай.

## Подальше життя
Невдовзі після цього Абе обійняв посаду посла в Китаї, фактично ж був головним радником прояпонського режиму Ван Цзінвея. Попри свої пацифістські погляди, він старанно виконував свої функції, працював над планом переговорів із ворогом для максимального забезпечення економічних та військових інтересів Японії на материку.
Повернувшись додому, Абе увійшов до складу парламенту та наступні два роки активної участі у політичному житті країни не відігравав. 1944 року він став генерал-губернатором Кореї, повинен був забезпечити максимальну обороноздатність військ на півострові, проте війна завершилася ще до того, як радянські танки підійшли до його володінь.
По завершенню Другої світової війни Абе був заарештований американцями, проте невдовзі його відпустили. Надалі він жив у Токіо, де й помер 7 вересня 1953 року. 